# Ahmed Rushdi
Ahmed Rushdi (tiếng Urdu: احمد رشدی; 24 tháng 4 năm 1934 - 11 tháng 4 năm 1983) là một ca sĩ thu âm Pakistan huyền thoại. Ông là "một người có đóng góp quan trọng đối với kỷ nguyên vàng của nhạc phim Pakistan." Rushdi được ca ngợi là một trong những ca sĩ vĩ đại nhất từng sống ở Nam Á. Ông được coi là một trong những ca sĩ nổi tiếng và linh hoạt nhất của tiểu lục địa. Ông cũng được coi là ca sĩ nhạc pop thường xuyên đầu tiên của Nam Á. Và được ghi nhận là đã hát ca khúc nhạc pop "lần đầu tiên ở Nam Á". Năm 1954, ông đã ghi lại Quốc ca chính thức của Pakistan với một số ca sĩ khác. Rushdi đã ghi âm nhiều bài hát phim trong lịch sử điện ảnh Pakistan trong nhiều ngôn ngữ. Ông bị sức khỏe kém trong phần sau của cuộc đời mình và qua đời vì một cơn đau tim ở tuổi 48, sau khi ghi âm khoảng năm nghìn bài hát phim cho 583 phim được tung ra. Bên cạnh âm nhạc trẻ, Rushdi cũng đã giúp phổ biến các ghazals của Naseer Turabi. Trong năm 2003, 20 năm sau cái chết của ông, Tổng thống Pakistan Pervez Musharraf trao tặng ông giải Sitara-e-Imtiaz.